# S/2004 S 13
S/2004 S 13 е естествен спътник на Сатурн. Неговото откритие е било обявено от Скот Шепърд, Дейвид Джуит, Ян Клайн и Брайън Марсдън на 4 май 2005 при наблюдения между 12 декември и 9 март 2005.
S/2004 S 13 е около 6 км в диаметър и обикаля около Сатурн на средна дистанция 18 млн. мили за 905 848 дни, при инклинация 167 градуса към еклиптиката, в ретроградно направление.